# Sphaenorhynchus palustris
A Sphaenorhynchus palustris a kétéltűek (Amphibia) osztályának békák (Anura) rendjébe és a levelibéka-félék (Hylidae) családjába tartozó faj.

## Előfordulása
A faj Brazília endemikus faja. Természetes élőhelye szubtrópusi vagy trópusi nedves síkvidéki erdők, édesvizű mocsarak, időszakos édesvizű mocsarak. A fajt élőhelyének elvesztése fenyegeti.